# 1998 في السعودية
تحتوي هذه المقالة على أهم الأحداث التي شهدتها السعودية في 1998، والذي يوافق 02 رمضان 1418 إلى 12 رمضان 1419, إضافة إلى أهم الشخصيات السعودية التي وُلدت أو تُوفيت في هذه السنة.

## السياسة

### الحكم
الملك: فهد بن عبد العزيز آل سعود

## أحداث
- افتتاح مسرح قرية المفتاحة بمركز الملك فهد الثقافي بأبها. [1]
- بهدف تنشيط السياحة , يفتتح معالي محافظ الطائف ورئيس اللجنة العليا للتنشيط السياحي فهد بن عبدالعزيز بن معمر معرض الكائنات الحية السامة في المملكة بالطائف وذلك بمقر المكتبة العامة بحي السلامة. [2]

### يونيو
- 10: مشاركة المنتخب السعودي في كأس العالم، الذي أقيم في فرنسا. [3][4]

### يوليو
- 6: اعتمد معالي وزير المعارف الاستاذ الدكتور محمد بن احمد الرشيد افتتاح أربع عشرة مدرسة جديدة بمنطقة تبوك للعام الدراسي 1420/1419ه ، [5]
- 6: افتتاح المعرض التشكيلي الذي ينظمه فرع جمعية الثقافة والفنون بالباحة بصالة الزلفان بجوار إدارة تعليم البنين بمدينة الباحة ويحتوي المعرض على أكثر من خمسين لوحة فنية ومجموعة من المنحوتات لعدد من الفنانين . [6]
- 7: تعتزم ادارة التعليم بمحافظة الاحساء افتتاح ثلاث عشرة مدرسة محدثة لمختلف المراحل الدراسية في قطاع الهفوف والمبرز والقرى والهجر. [7]
- 7: افتتاح اعلى شلال صناعي في المملكة في محافظة تنومة بارتفاع يزيد على مائة وخمسين مترا وتم تنفيذه من قبل البلدية ضمن مشروع تحسين المدينة ويصب من على قمة احد الجبال الواقعة وسط المدينة بجوار الشارع العام فيما قامت البلدية بتزيين المنطقة المحيطة به وعمل جلسات خاصة بالاضافة لعمليتي التشجير والانارة. [8]
- 8: تحتفل جمعية الهلال الاحمر السعودي بمرور خمسة وستين عاما على تأسيسها.[9]
- 8: عبدالعزيز بن فهد بن عبدالعزيز ال سعود وزير الدولة عضو مجلس الوزراء يفتتح يوم الجمعة القادم 1419/3/23هـ مسجد الملك فهد في لوس انجلوس الذي بني على نفقة خادم الحرمين الشريفين الملك فهد بن عبد العزيزآل سعود حيث  بلغت تكاليف انشائه ثمانية ملايين ومائة الف دولار.[10]
- 8: تنفيذ حكم القصاص في هندي ضرب مواطناً بالفأس وهو نائم. [11]

### أغسطس
- 9: البدء بانشاء خمس مشاريع للري في محافظة صبيا وستقوم بتنفيذها فرع الزراعة والمياه في المحافظة نفسها . [12]
- 11: وصول عدد مشروعات المياه والصرف الصحي الجاري تنفيذها بمحافظة الخبر حتى الآن إلى سبعة مشروعات و بلغ اجمالي تكاليفها حوالي 73,350,009 ريالات [13]
- 11 : وزارة الشؤون الإسلامية والأوقاف والدعوة والإرشاد تقيم دورة للعلوم الشرعية واللغة العربية في كينيا . [14]
- 22: مستشفى الملك فهد بجدة يصبح أول منشأة طبية حكومية بالمملكة تطبق برنامج إدارة و معالجة النفايات الطبية . [15]

### سبتمبر
- 19: وزارة الصحة السعودية تبدأ حملتها الشاملة ضد مرض الحصبة بالإضافة غلى الحصبة الألمانية و النكاف يشمل تطعيم مليوني طالب و طالبة في المرحلتين المتوسطة والثانوية . [16]
- 19: في مستشفى الملك خالد الجامعي بالرياض ابتكار جهازين طبيين نالاً إعجاباً عالمياً واسعاً عند استخدامهما في عمليات الجراحة, حيث ساهم الجهاز الاول في خفض تكاليف وتسريع وقت إجراء عملية استئصال الحويصلة المرارية، أما الجهاز الآخر فقد اختصر زمن الحصول على العينة النسيجية أو السائلة الى اقل زمن ممكن ليحققا بذلك سبقاً طبياً جديداً على المستوى العالمي. [17]

### أكتوبر
- 19: أقامت إدارة التعليم بمحافظة ينبع امس الاول احتفالا بمناسبة افتتاح معرض الكتاب والحاسب الآلي الذي تقيمه الادارة خلال الفترة من 27 جمادى الآخرة وحتى الثاني من رجب 1419هـ . [18]

### نوفمبر
- 3: بدأ التشغيل لمشروع البث التلفزيوني في شرما بمنطقة تبوك. [19]
- 3: بلغ عدد الأطفال المطعمين ضد شلل الأطفال (236,096) طفلاً بنسبة (72,37%) من الأطفال المستهدفين في اليوم الثاني للحملة الوطنية للتطعيم ضد شلل الأطفال.[20]
- 3: انفاذا لتوجيهات صاحب السمو الملكي الامير سلمان بن عبدالعزيز رئيس الهيئة العليا لجمع التبرعات لمسلمي البوسنة والهرسك، ادخلت الهيئة العليا قافلة اغاثية لمدينة بنيالوكا.[21]
- 10: حاز الطالب لؤي احمد الشدوي المبتعث من قبل ارامكو السعودية الى دول الشرق الاقصى على الجائزة الاولى في مسابقة الخطابة باللغة اليابانية.[22]
- 10: حفل وضع حجر الاساس لمشروع تطوير شاطئ نصف القمر والذي تنفذه امانة مدينة الدمام ضمن مشاريعها لتطوير المنتجعات السياحية وتقديم خدمات ترفيهية لسكان المنطقة الشرقية وزوارها.[23]
- 10: إقامة مهرجان هجر الثقافي في محافظة الأحساء . [24]
- 14: يفتتح مدير التعليم بمحافظة العلا إبراهيم بن سليمان القاضي اليوم السبت اللقاء التنشيطي لمرشدي الطلاب والقائمين بعملهم بمدارس محافظة العلا . [25]
- 19: تقيم الادارة العامة للتعليم بمنطقة نجران ممثلة بقسم النشاط الطلابي برنامج المخيم العلمي وورش العمل ضمن البرامج الحديثة من برامج النشاط العلمي التي ادرجت هذا العام بخطة النشاط الطلابي التربوي ابتداء من يوم السبت وحتى يوم الاربعاء 8/6 وينفذ البرنامج بمركزي ثانوية نجران بالفيصلية وثانوية ابن خلدون في ابا السعود يضمن فعاليات البرنامج مجال التطبيق في برنامج ورشة التطبيقات للنظريات والمبادئ العلمية وبرنامج ورشة الالكترونيات وبرنامج للحاسب الآلي وبرنامج ثقافي لإثراء المعارف وبرنامج ترويحي جماعي وتشارك فيه 12 مدرسة ثانوية و48 طالبا منها. [26]
- 20: إقامة حفل سباق الخيل الكبير على كأس الأمير محمد بن سعود الكبير. [27]

## مواليد
- أصايل العتيبي

## وفيات
- الشيخ عبدالعزيز بن هذال القحطاني شيخ شمل قبائل آل سويدان من قحطان. [28]

### مايو
- 19: أحمد الدنيني، لاعب كرة قدم سعودي (و. 1949).[29]